# Внешняя валидность
Внешняя валидность (англ. external validity) — вид валидности, определяющий то, насколько результаты конкретного исследования можно распространить на весь класс подобных ситуаций/явлений/объектов. Данное понятие можно рассматривать как междисциплинарное: оно широко применяется в экспериментальной психологии, а также в других сферах науки.
Внешняя валидность — соответствие реального исследования изучаемой объективной реальности.

## Общие сведения
Внешняя валидность определяет то, в какой мере результаты, полученные в эксперименте, могут соответствовать тому типу жизненной ситуации, которая была исследована, и то, насколько возможно обобщить эти результаты на все подобные жизненные ситуации. Например, критику психологов-экспериментаторов в том, что о студентах-второкурсниках и белых крысах они знают очень много, а обо всём остальном — очень мало, можно рассматривать как критику внешней валидности.
Как и в отношении любой другой валидности, о внешней валидности в исследовании, вероятно, невозможно сказать, что она абсолютно соблюдена, можно указать только на её нарушение. Абсолютным соблюдение внешней валидности считалось бы тогда, когда результаты исследования можно обобщить на любые популяции при любых условиях и в любое время, поэтому учёные говорят не о соблюдении либо несоблюдении внешней валидности, а о степени её соблюдения.

## Критерии внешней валидности
Чтобы исследование обладало наивысшей степенью валидности, должна существовать возможность генерализации его результатов на
- другие популяции,
- другие условия,
- другое время.

### Пример нарушения внешней валидности
Исследование Лоренса Колберга, посвящённое изучению нравственного развития детей, было подвергнуто критике за низкую степень внешней валидности. В 1963 году Колберг предложил мальчикам-подросткам разрешить различные коротко сформулированные дилеммы. На основании полученных ответов он разработал теорию о шести стадиях морального развития.
Критика внешней валидности этого исследования в частности состояла в том, что учёный не учитывал половых различий в особенностях мышления способах принятия моральных решений и, следовательно, неправомерно обобщил свою модель на представителей обоих полов.
Колберг также исходил из предпосылки о том, что существуют некие «универсальные принципы справедливости и соблюдения прав личности», однако он не учёл межкультурных различий, следовательно, выводы, которые он сделал, не могут восприниматься как универсальные.

### Соблюдение внешней валидности
Чтобы увеличить степень внешней валидности, в исследованиях могут не ограничиваться лишь экспериментальным методом, но также использовать и другие — например, наблюдение, межкультурные исследования и т. д.
При современном научном подходе в психологии соблюдение внешней валидности в исследованиях играет ведущую роль, так как наиболее ценным считается создание общих теорий, моделей и алгоритмов, применимых к психике в целом, независимо от контекста, — то есть моделей, обладающих крайне широкими предсказательными возможностями; поэтому исследования, результаты, которых можно применить только к какой-то определённой ограниченной ситуации, обладают нисходящей ценностью.